# Komitet Inwestycyjny Rezerw Dewizowych NBP
Komitet Inwestycyjny Rezerw Dewizowych – wewnętrzny organ Narodowego Banku Polskiego odpowiedzialny za decyzje inwestycyjne, projektowania strategicznych założeń dotyczących procesu zarządzania rezerwami dewizowymi, rekomendowania kierunków oraz oceny jego bieżącej realizacji, zasad które przygotowuje Departament Zarządzania Ryzykiem Finansowym.
Komitet Inwestycyjny Rezerw Dewizowych przedstawia zarządowi NBP parametry inwestycyjne rezerw walutowych na rok kolejny w postaci struktury walutowej oraz parametrów portfela porównawczego, który umożliwia określenie efektywności zarządzania rezerwami walutowymi. 
Zasady zarządzania rezerwami dewizowymi, tryb podejmowania decyzji dotyczących procesu zarządzania rezerwami oraz graniczne parametry inwestycyjne, w tym struktury instrumentów finansowych i modified duration (miara ryzyka określająca wrażliwość cenową instrumentu na zmiany rentowności), ujęte są w formie uchwały zarządu NBP. 
Wykonywaniem zadań związanych z zarządzaniem rezerwami dewizowymi zajmuje się Departament Operacji Zagranicznych. Dużą rolę w tym procesie odgrywa też Departament Zarządzania Ryzykiem Finansowym, a także Departament Rozliczeń Transakcji Finansowych.